# Isaac Sinkot
Isaac Sinkot (Camerún francés, 11 de julio de 1954) es un exfutbolista de Camerún que jugaba en la posición de lateral derecho.

## Carrera

### Club
| Periodo   | Club          |
| --------- | ------------- |
| 1974-1978 | Dynamo Douala |
| 1979-1987 | Union Douala  |

### Selección nacional
Jugó para Camerún en 13 ocasiones de 1980 a 1987 y anotó un gol; participó en los Juegos Olímpicos de Los Ángeles 1984 y en dos ediciones de la Copa Africana de Naciones.

## Logros

### Club
- Recopa Africana (1): 1981
- Copa de Camerún (1): 1985

### Selección nacional
- Copa Africana de Naciones (1): 1984.[2]

### Individual
- Equipo Ideal de la Copa Africana de Naciones 1984.